# COSCO Tower
Cosco Tower (en chino: 中遠大廈) es un rascacielos de 53 plantas, parte del complejo Grand Millennium Plaza de la Isla de Hong Kong en Hong Kong, China. El edificio tiene una altura total de 228 m (748 ft). La construcción de Cosco Tower fue completada en 1998. 